# Villanovaforru
Villanovaforru (sardinsky: Biddanòa de Fòrru) je italská obec (comune) v provincii Sud Sardegna v regionu Sardinie. Nachází se ve výšce 324 metrů nad mořem a má 584 obyvatel. Rozloha obce je 10,93 km².